# Cirrhilabrus melanomarginatus
Cirrhilabrus melanomarginatus Randall & Shen, 1978 è un pesce d'acqua salata appartenente alla famiglia Labridae.

## Distribuzione e habitat
Proviene dalle barriere coralline dell'oceano Pacifico; è stato trovato a Taiwan, nel Mar Cinese meridionale e dalle Filippine. Nuota nelle zone rocciose tra i 6 e i 40 m di profondità.

## Descrizione
Presenta un corpo non particolarmente alto né allungato, compresso lateralmente, con il profilo della testa non molto appuntito. La lunghezza massima registrata è di 13 cm.
Il colore del corpo varia dal nero al violaceo; il ventre si mantiene sempre bianco. La testa è più chiara, tendente al verdastro. La pinna anale è talvolta arancione, la pinna dorsale, più lunga, può presentare una macchia di quel colore. La pinna caudale presenta i raggi esterni leggermente più allungati.

## Alimentazione
Si nutre di piccoli invertebrati acquatici.

## Conservazione
Questa specie, nonostante venga a volte catturata per essere tenuta negli acquari, non è a rischio di estinzione ci sono diverse aree marine protette nel suo areale, quindi viene classificata come "a rischio minimo" (LC) dalla lista rossa IUCN.